# Костерёво (станция)
Костерёво — железнодорожная станция Горьковской железной дороги на участке Москва — Владимир современного хода Транссиба, в одноимённом городе Петушинского района Владимирской области.

## История
В конце XIX — начале XX века железнодорожная станция входила в состав Липенской волости Покровского уезда Владимирской губернии. При станции проживало 47 человек (5 дворов).
Станция ведёт свою историю с 1890 года, когда она была так названа по фамилии братьев Николая и Ивана Костерёвых, владельцев Мишеронского стекольного завода. В те же годы было построено железнодорожное ответвление, существующее до сих пор в виде линии на ныне обанкротившийся комбинат им. Коминтерна.
В 1894 году в Костерёве зажиточным крестьянином Фотием Уткиным была организована первая мастерская по ремонту текстильного оборудования. Осенью 1905 года мастерская сгорела, вместо неё внуками Фотия Никифором и Иваном была построена новая фабрика, впоследствии выросшая в крупный катушечно-челночный комбинат. С декабря 1972 года  комбинат технических пластмассовых изделий им. Коминтерна.
На станции две пассажирских платформы, соединённые только настилом через пути. Платформы разнесены. Не оборудованы турникетами. На станции останавливается 3 электропоезда Москва — Владимир и один Петушки — Владимир, в сторону Москвы — 4 электропоезда Владимир — Москва.
Время движения от станции Петушки: 8 минут.
Время движения электропоезда от станции Костерёво до платформы Серп и Молот (пересадка на станции метро «Римская» и «Площадь Ильича» в Москве) составит 2 часа 20 минут, до Владимира 49 минут.
В 1990-е годы была конечной для некоторых пар электропоездов от Москвы.